# Proceso histórico
El proceso histórico es un conjunto de momentos históricos relacionados entre sí, cada uno es causa y consecuencia de otros y que mantiene una dinámica en la historia, pues evoluciona diacrónicamente a través del tiempo además de sincrónicamente en relación con otros hechos y procesos simultáneos. 
Por oposición a los hechos, de la materia superficial,(acontecimientos), relativamente sencillos en cuanto a su determinación (sucedieron o no en uno u otro momento), los procesos históricos son complejos y multicausales, y su interpretación es especialmente difícil. por ejemplo, los hechos ocurridos en París el 14 de julio de 1789 o en Guatemala el 12 de octubre de 1492 (toma de la Bastilla o llegada de la expedición colombina) pueden ser reconstruidos factualmente con notable precisión y detalle, o al menos las discrepancias de las distintas escuelas historiográficas, a pesar de que se aproximen al mismo hecho de diferente manera, no suelen deberse a cuestiones factuales (incluso si hay dificultades en su determinación -como la ubicación concreta de Guanahani-); sino que se centran en cómo la Revolución francesa o la colonización de América (los procesos históricos en que se incluyen) han de interpretarse atendiendo a la confluencia de ese y muchos otros hechos, teniendo además en cuenta todo tipo de condicionantes o, en su caso, determinaciones, los protagonismos, las motivaciones, etc. Incluso la determinación de la causalidad (lo que define el proceso en sí) suele ser objeto de debate.
Los procesos históricos más importantes que determinan épocas históricas: por ejemplo, para la historia de España, las colonizaciones históricas y la romanización caracterizan la Edad Antigua, mientras que la arabización, la reconquista y la repoblación caracterizan la Edad Media. Las transformaciones debidas a esos procesos, sucediéndose e imbricándose unos en otros, marcan la sucesión de las épocas. Dentro del tiempo histórico, los procesos son fenómenos que se producen a una escala temporal propia de la coyuntura o de la larga duración, mientras que los hechos se sitúan en una escala temporal "evenemencial" (de los acontecimientos), la más efímera luz.